# 桐谷健太
桐谷 健太（きりたに けんた、1980年〈昭和55年〉2月4日 - ）は、日本の俳優、歌手。
大阪府大阪市北区天神橋6丁目出身。所属事務所はホットロード。所属レコード会社はユニバーサルミュージック。

## 略歴
大阪府立桜塚高等学校卒業後、駒澤大学進学を機に上京し、俳優養成所『アクターズクリニック』で演技を学ぶ。モデル事務所、個人事務所を経て、2002年に現在の芸能事務所に所属。
2002年、テレビドラマ『九龍で会いましょう』の山崎ケン役で俳優デビュー。
2007年、『GROW 愚郎』の村上敦役で映画初主演。
2008年、テレビドラマ『ROOKIES』の平塚平役で知名度を高める。
2009年、初舞台『恋と革命』の村雲武彦役で舞台初主演。
2011年、第35回『エランドール賞』新人賞を受賞。
2013年、『父の花、咲く春〜岐阜・長良川幇間物語〜』の辻次郎役でテレビドラマ初主演。同年10月、テレビドラマ『Y・O・U やまびこ音楽同好会』の主題歌『喜びの歌』でCDデビュー。
2016年9月、本人名義の初CD作品となるアルバム『香音-KANON-』をリリース。同年12月、au三太郎シリーズのCMソング『海の声』で『第58回日本レコード大賞』優秀作品賞を受賞。第67回NHK紅白歌合戦に初出場を果たした。
2015年度・2016年度の2年連続で『CMタレント好感度ランキング』（CM総合研究所）の男性部門で第1位を獲得。
2020年1月スタートの『ケイジとケンジ〜所轄と地検の24時〜』（テレビ朝日系）で民放連続ドラマ初主演を務める（東出昌大とダブル主演）。
2021年10月、京都国際映画祭2021で「三船敏郎賞」を受賞。
2023年1月スタートの『インフォーマ』（カンテレ）で連続ドラマ単独初主演。

## 人物
- 身長181cm。血液型O型[15]。靴のサイズ27.5cm[16]。
- 趣味は、旅・妄想・散歩・銭湯[15][16]。特技は、どこでも眠れること・ドラム・三線（さんしん）の演奏[15]。好きな俳優はジャック・ニコルソン、好きな芸人はあご 勇で共演して嬉しかった女優に内田有紀と森高千里の名前を挙げている[17]。
- 2014年、一般女性と結婚、さらに妻が妊娠中であることを公式ブログにて発表[18]。同年、第1子誕生[19]。2016年、第2子誕生を報告[20][21]。

### エピソード
- 保育園児の時、初めて映画館で『グーニーズ』を観て、「この四角の箱（スクリーン）に入りたい」と役者を志す。高校卒業後に役者を目指し上京する決意をし、家族からの助言もあり東京の大学を受験・合格して上京した[5]。
- 中学時代はテニス部、高校時代はラグビー部（ポジションはロック）と軽音部に入部していた[22]。
- 現在の担当スタイリスト天久は高校時代に仲間と作ったオリジナルのファッション誌『KEN'S NON-NO』を一緒に制作した同級生[23]。
- 映画『ソラニン』での劇中のドラムは吹き替えなしで本人が演奏している[24]。また、au三太郎シリーズのCMソング『海の声』では歌だけでなく、三線の演奏も実際に行っている[25]。映画『BECK』では、監督・原作者にビデオレターで直訴し、ラップ・ボーカル部分を吹き替えなしで自身の声で行った[23]。
- 映画『パッチギ! LOVE&PEACE』では、役作りのため体重を1ヵ月半で15kg増量、撮影後すぐに減量し1ヵ月半で元の体重に戻した[26]。井筒和幸監督のお気に入りで『ゲロッパ!』以来の付き合い。「健太はウチの卒業生の出世頭」「人懐っこい。カッコつけた風でもない。上品だし、お世辞じゃなく人柄の魅力が人一倍大きかったかもしれないね」と賞賛されている[27]。

## 受賞歴

### 俳優活動
- 第35回エランドール賞 新人賞（2011年）[28]
- おおさかシネマフェスティバル2011 助演男優賞『オカンの嫁入り』（2011年）
- 第2回日本シアタースタッフ映画祭 助演男優賞『BECK』（2011年）
- 第22回東京スポーツ映画大賞 男優賞『アウトレイジ ビヨンド』（2013年）
- 2015 55th ACC CM FESTIVAL クラフト賞フィルム部門 演技賞『au三太郎シリーズ』（2015年） [29]
- おおさかシネマフェスティバル2018 主演男優賞 『火花』 (2018年)
- 京都国際映画祭2021　三船敏郎賞（2021年）

### 音楽活動
- 第49回日本有線大賞 特別賞『海の声』（2016年） [注 3][30]
- 第58回日本レコード大賞 優秀作品賞『海の声』（2016年） [注 3][9]
- JOYSOUND BEST KARAOKE OF THE YEAR 2016『海の声』（2016年） [注 3][31]
- NexTone Award 2017 Bronze Medal『海の声』（2017年） [注 3][32]

### その他
- 第27回ベストジーニスト賞 協議会選出部門（2010年）
- WHISKY LOVERS AWARD 2011 NEW WHISKY LOVER部門（2011年）
- The Best of Beauty 2012 Artist of Beauty〜Stylish部門（2012年）
- 第18回ベストフォーマリスト賞 男性部門（2017年）[33]
- ベストスマイル・オブ・ザ・イヤー2018 男性の部 (2018年)

## 出演
太字は主演作品

### テレビドラマ
- 天然少女萬NEXT-横浜百夜篇（1999年11月25日 - 26日、WOWOW） - 秀樹 役[注 4]
- 九龍で会いましょう（2002年4月 - 6月、テレビ朝日） - 山崎ケン 役
- 探偵家族（2002年7月 - 9月、日本テレビ） - 刑事 役
- ランチの女王 第3話・8話（2002年7月15日・8月19日、フジテレビ） - マギー 役
- 私立探偵 濱マイク 第12話（2002年9月16日、日本テレビ） - ヨシオ 役
- ナイトホスピタル〜病気は眠らない〜（2002年10月 - 12月、日本テレビ） - 中野 役
- メッセージ〜言葉が裏切っていく〜 第8話（2003年3月10日、日本テレビ） - 添島正春 役
- タイムリミット（2003年6月25日、TBS） - 交通警備員 役
- タイガー&ドラゴン（TBS） - チビT 役
  - スペシャルドラマ『タイガー&ドラゴン』（2005年1月9日）
  - タイガー&ドラゴン（2005年4月 - 6月）
- ディビジョン1 ステージ16『ゆくな!龍馬』（2005年8月 - 9月、フジテレビ） - 中岡慎太郎 役
- 恋する日曜日 セカンドシリーズ 第16話 〜夏の記憶〜（2005年7月17日、BS-i） - 渡来真治 役
- ビー・バップ・ハイスクール2（2005年8月27日、TBS） - 柴田 役
- 小悪魔な女になる方法（2005年9月27日、フジテレビ） - 九条 役
- 相棒 Season 4 第13話（2006年1月18日、テレビ朝日） - 脇幸太郎 役
- 劇団演技者。第16回公演作〜ナーバスな虫々〜（2006年2月 - 3月、フジテレビ） - 泊唯介 役
- 繋がれた明日（2006年3月 - 3月、NHK総合） - 服部宏介 役
- クロサギ 第3話（2006年4月28日、TBS） - 相馬崇 役
- 吾輩は主婦である 第18話・19話・23話・36話（2006年6月14日・15日・21日・7月10日、TBS） - 中島勇樹 役
- タイヨウのうた 第6話（2006年8月18日、TBS） - マサト 役
- 僕たちの戦争（2006年9月17日、TBS） - 山口真造 役
- 笑える恋はしたくない（2006年12月 - 12月、TBS） - 大黒隆志 役
- 1ポンドの福音 第7話・8話（2008年2月23日・3月1日、日本テレビ） - 紅流星 役
- 被取締役新入社員（2008年3月31日、TBS） - 今泉 役
- ROOKIES（TBS） - 平塚平 役
  - ROOKIES（2008年4月 - 7月）
  - ROOKIESスペシャル（2008年10月4日）
- 流星の絆（2008年10月 - 12月、TBS） - 高山久伸 役
- JIN-仁-（TBS） - 佐分利祐輔 役
  - JIN-仁-（2009年10月11日 - 12月20日）
  - JIN-仁- 完結編（2011年4月17日 - 6月26日）
- 大河ドラマ（NHK）
  - 龍馬伝 第30回 - 第38回（2010年7月25日 - 9月19日） - 池内蔵太 役
  - いだてん〜東京オリムピック噺〜 第25回 - 最終回（2019年6月30日 - 12月15日） - 河野一郎 役
  - べらぼう〜蔦重栄華乃夢噺〜 第20回 - （2025年5月25日 - ） - 大田南畝（四方赤良） 役[34]
- 黄金の豚-会計検査庁 特別調査課-（2010年10月 - 12月、日本テレビ） - 金田鉄男 役
- ストロベリーナイト（フジテレビ） - 大塚真二 役
  - スペシャルドラマ『ストロベリーナイト』（2010年11月13日）
  - ストロベリーナイト 第1話（2012年1月10日）[注 5]
- 絶対零度〜特殊犯罪潜入捜査〜（2011年7月 - 9月、フジテレビ） - 瀧河信次郎 役
- 専業主婦探偵〜私はシャドウ（2011年10月 - 12月、TBS） - 陣内春樹 役
- Wの悲劇（2012年4月 - 6月、テレビ朝日） - 弓坂圭一郎 役
- 遅咲きのヒマワリ〜ボクの人生、リニューアル〜（2012年10月 - 12月、フジテレビ） - 藤井順一 役
- 金田一少年の事件簿 香港九龍財宝殺人事件（2013年1月12日、日本テレビ） - 瀧川龍太 役
- 父の花、咲く春〜岐阜・長良川幇間物語〜（2013年4月3日、NHK BSプレミアム） - 主演・辻次郎 役
- 空飛ぶ広報室 第1話・10話（2013年4月14日・6月16日、TBS） - 桐谷隆史（キリー） 役[注 6]
- ガリレオ 第2シーズン 第5章「念波る」（2013年5月13日、フジテレビ） - 磯谷知宏 役
- 激流〜私を憶えていますか?〜（2013年6月 - 8月、NHK総合） - 東萩耕司 役
- 安堂ロイド〜A.I. knows LOVE?〜（2013年10月 - 12月、TBS） -  星新造 役
- 時計屋の娘（2013年11月18日、TBS） - 花村司 役
- Y・O・U やまびこ音楽同好会（2013年11月30日、関西テレビ） - 主演・河野勇作 役
- オリンピックの身代金（2013年11月30日・12月1日、テレビ朝日） - 藪谷潔 役
- 埋もれる（2014年3月16日、WOWOW） - 主演・北見透 役
- さぬきうどん融資課（2014年5月21日、NHK BSプレミアム） - 主演・大西鉄平 役
- おやじの背中 第6話「父の再婚、娘の離婚」（2014年8月17日、TBS） - 杉本大悟 役
- 永遠の0（2015年2月11日 - 15日、テレビ東京） - 佐伯健太郎 役
- 天皇の料理番（2015年4月26日 - 7月12日、TBS） - 松井新太郎 役
- 予告犯 -THE PAIN-（2015年6月7日 - 7月5日、WOWOW） - 水谷健 役
- MOZUスピンオフドラマ『大杉探偵事務所』砕かれた過去編（2015年11月15日、WOWOW） - 三島彰文 役[35]
- 夏目家どろぼう綺談（2016年1月3日、テレビ朝日） - 主演・夏目金之助 役[36]
- メガバンク最終決戦（2016年2月14日 - 3月20日、WOWOW） - 二瓶正平 役[37]
- 水族館ガール（2016年6月17日 - 9月2日、NHK総合） - 主演・梶良平 役（松岡茉優とダブル主演）[38][39]
- カインとアベル（2016年10月17日 - 12月19日、フジテレビ） - 高田隆一 役[40]
- 片想い（2017年10月21日 - 11月25日、WOWOW） - 西脇哲朗 役[41]
- きみが心に棲みついた（2018年1月16日 - 3月20日、TBS） - 吉崎幸次郎 役
- 連続テレビ小説 まんぷく 第5回 - 最終回（2018年10月5日 - 2019年3月30日、NHK） - 世良勝夫 役[42]
- 4分間のマリーゴールド（2019年10月11日 - 12月13日、TBS） - 花巻廉 役
- ケイジとケンジ〜所轄と地検の24時〜（2020年1月16日 - 3月12日、テレビ朝日） - 主演・仲井戸豪太 役（東出昌大とダブル主演）[43]
  - ケイジとケンジ、時々ハンジ。（2023年4月13日 - 6月8日） - 主演・仲井戸豪太 役 [44][45]
- 俺の家の話（2021年1月22日 - 3月26日、TBS） - 観山寿限無 役[46]
- 世にも奇妙な物語'21秋の特別編 「ふっかつのじゅもん」（2021年11月6日、フジテレビ） - 主演・中岡賢一 役[47]
- インビジブル（2022年4月15日 - 6月17日、TBS） - 猿渡紳一郎 役[48][49]
- インフォーマ（2023年1月20日 - 3月24日、関西テレビ） - 主演・木原慶次郎 役[50][51]
- 院内警察（2024年1月12日 - 3月22日、フジテレビ） - 主演・武良井治 役[52]
- 坂の上の赤い屋根（2024年3月3日 - 3月31日、WOWOW） - 主演・橋本涼 役[53]
- Qrosの女 スクープという名の狂気（2024年10月7日 - 12月9日、テレビ東京） - 主演・栗山孝治 役[54]
- いつか、ヒーロー（2025年4月6日 - 6月1日、朝日放送テレビ・テレビ朝日） - 主演・赤山誠司 役[55][56]

### 配信ドラマ
- 私が黄金を追う理由〜映画「黄金を抱いて翔べ」スペシャルドラマ〜（2012年10月1日 - 10月27日、全5話、BeeTV） - 野田 役
- インフォーマ -闇を生きる獣たち-（2024年11月7日 - 12月26日、ABEMA） - 主演・木原慶次郎 役[57]

### 映画
- ゲロッパ!（2003年8月16日、シネカノン） - 晴彦 役
- 難波金融伝・ミナミの帝王 スペシャルVer.50 金貸しの掟（2004年6月26日、KSS） - 真 役
- 69 sixty nine（2004年7月10日、東映） - 城串裕二 役
- パッチギ!（シネカノン） - 近藤好夫 役
  - パッチギ!（2005年1月22日）
  - パッチギ! LOVE&PEACE（2007年5月19日）
- KARAOKE-人生紙一重-（2005年5月14日、エクセレントフィルム / リベロ） - アンジョウ 役
- ビートキッズ（2005年6月4日、松竹） - 蔵田先生 役
- 不良少年（ヤンキー）の夢（2005年10月15日、オムロ / キネマスターフィルム） - 鉄也 役
- ワナワナ。（2006年5月2日） - 大河正志 役
- 出口のない海（2006年9月16日、松竹） - 田野倉 役
- 木更津キャッツアイ ワールドシリーズ（2006年10月28日、アスミック・エース） - 自衛隊隊員 役
- GROW 愚郎（2007年9月8日、チェイスフィルムエンタテインメント） - 主演・村上敦 役
- クローズZERO（東宝） - 辰川時生 役
  - クローズZERO（2007年10月27日）
  - クローズZERO II（2009年4月11日）
- KAMACHOP カマチョップ（2008年1月5日、革命トマト） - 岩瀬圭一 役
- 僕の彼女はサイボーグ（2008年5月31日、GAGA） - サトーケンタ 役
- ひゃくはち（2008年8月9日、ファントム・フィルム） - コーチ 役
- ぼくのおばあちゃん（2008年12月6日、キノシタ・マネージメント） - くじ引き係 役
- ROOKIES -卒業-（2009年5月30日、東宝） - 平塚平 役
- ソラニン（2010年4月3日、アスミック・エース） - 山田二郎（ビリー） 役
- BECK（2010年9月4日、松竹） - 千葉恒美 役
- オカンの嫁入り（2010年9月4日、角川映画） - 服部研二 役
- アウトレイジ ビヨンド（2012年10月6日、ワーナー・ブラザース映画 / オフィス北野） - 嶋 役
- 黄金を抱いて翔べ（2012年11月3日、松竹） - 野田 役
- くちびるに歌を（2015年2月28日、アスミック・エース） - 塚本哲男 役
- 種まく旅人 くにうみの郷（2015年5月30日、松竹） - 豊島岳志 役[58]
- GONIN サーガ（2015年9月26日、KADOKAWA / ポニーキャニオン） - 大越大輔 役[59]
- バクマン。（2015年10月3日、東宝） - 福田真太 役[60]
- TOO YOUNG TO DIE! 若くして死ぬ（2016年6月25日、東宝 / アスミック・エース） - COZY 役[61]
- 彼らが本気で編むときは、（2017年2月25日、スールキートス） - マキオ 役 [62]
- 火花（2017年11月23日、東宝） - 主演・神谷 役（菅田将暉とダブル主演）[63]
- ビジランテ（2017年12月9日、東京テアトル） - 主演・神藤三郎 役（大森南朋、鈴木浩介とトリプル主演）[64]
- ミラクルシティコザ（2022年1月21日、ラビットハウス） - 主演・青年の魂が宿った1970年代のハル 役
- ラーゲリより愛を込めて（2022年12月9日、東宝） - 相沢光男 役
- アナログ（2023年10月6日、東宝 / アスミック・エース） - 高木淳一 役[65]
- 首（2023年11月23日、KADOKAWA） - 服部半蔵 役[66][67]
- 知らないカノジョ（2025年2月28日、ギャガ） - 梶原恵介役 役[68]

### 舞台
- 恋と革命（2009年1月21日 - 2月1日、赤坂RED/THEATER） - 主演・村雲武彦 役
- 醉いどれ天使 (2021年9月3日- 9月20日、東京公演　明治座　2021年10月1日- 10月11日、大阪公演　新歌舞伎座） - 松永 役

### オリジナルビデオ
- 難波金融伝・ミナミの帝王（2004年 - 2006年、KSS） - 真 役
  - 第28話『恐喝のサイト(Ver.51)』（2004年11月22日）
  - 第29話『闇の代理人(Ver.52)』（2005年1月18日）
  - 第30話『破産の葬列(Ver.53)』（2005年4月28日）
  - 第31話『賠償金の行方(Ver.54)』（2005年7月22日）
  - 第32話『金になる経歴(Ver.55)』（2005年10月28日）
  - 第33話『野良犬の記憶(Ver.56)』（2006年1月27日）

### ショートフィルム
- さっちゃんのスカート（2003年） - マサオ 役[注 7]
- 短篇.jpルーキーズ第2弾、第3話『洗濯女』（2007年10月、短篇.jp） - クリーニング店員 役

### 吹き替え
- ターザン:REBORN（2016年7月30日、ワーナー・ブラザース映画） - 主演・ジョン・クレイトン / ターザン〈アレクサンダー・スカルスガルド〉 役[69]

### ゲーム
- 龍が如く4 伝説を継ぐもの（2010年3月18日、セガ） - 城戸武 役

### NHK紅白歌合戦出場歴
| 年度/放送回               | 回 | 曲目                               | 出演順 | 対戦相手 |
| ------------------------- | -- | ---------------------------------- | ------ | -------- |
| 2016年（平成28年）/第67回 | 初 | 海の声〜みんなの海の声バージョン〜 | 29/46  | AI       |

- 出演順は「出演順/出場者数」を表す。

### バラエティ
- 芸能人格付けチェック（ABCテレビ） - （2020年1月1日、2023年3月21日、2025年3月22日）

### ドキュメンタリー
- 世界ウルルン滞在記（MBS）
  - 『インドネシア共和国・シベルート島』（2003年8月10日）
  - 『イギリス』（2003年11月16日）
  - 『インドネシア共和国・シベルート島』（2004年4月4日）
- 世界ウルルン滞在記"ルネサンス" 『ギニアビサウ共和国・オランゴ島』（2007年7月8日、TBS）
- 謎と神秘の大冒険!古代エジプト驚異の(秘)7大ミステリー体験!（2009年3月25日、TBS） - エジプトリポート
- ビートたけしの超訳ルーヴル（2013年3月12日、日本テレビ） - ナビゲーター
- モンゴル 遙かなるアルタイ山脈 桐谷健太が目撃!幻のユキヒョウ 狩りの瞬間（2015年8月25日、NHK総合） - ナビゲーター
- 桐谷健太 天空の秘境 ギアナ高地に挑む（2017年4月1日、NHK BSプレミアム） - ナビゲーター
- 桐谷健太 熱帯の氷河キリマンジャロに挑む（2018年6月30日、NHK BSプレミアム） - ナビゲーター

### ナレーション
- アジアンスマイル『一本釣りにかける〜モルディブ・カツオ漁師〜』（2011年2月22日、NHK BS1）
- 地球バス紀行（2013年4月 - 2014年3月、BS-TBS）
- 明日へ つなげよう（NHK総合）
  - 『一人ひとりの“生きた証”を忘れない〜岩手・大槌町〜』（2016年9月4日）
  - 『これが俺たちの“町開き”〜岩手・大槌　商店街の再生にかける夏〜（2017年9月10日）
- 空旅中国『空海のまわり道』 (2019年2月10日、NHK BS4K )
- 『ニッポン超体感!創世神々の道をたどる』 (2021年1月1日、NHK総合)  松下奈緒とナレーション
- インド秘境『タール砂漠にシルクロードの謎の民を追う』 (2021年10月30日、NHK総合)
- 『ザ・ドキュメント　学校の不正解〜「当たり前」からの卒業〜』 (2022年4月8日、関西テレビ） - 関西ローカル
- コドモミライ あすを創るひらめき　(2022年10月4日 - 2023年9月26日、BS朝日)[70]
- 『激走！日本アルプス大縦断2022』
  - 前編〜不撓不屈の男たち〜　(2022年11月5日、NHK BS1)
  - 後編〜挑戦の意味〜　(2022年11月12日、NHK BS1)
- 『もう一度、あの高みへ　〜登山家・平出和也　再起をかけた挑戦〜』（2023年2月25日、NHK BS1） - 語り[71]

### ミュージックビデオ
- サンボマスター『ラブソング』（2009年11月18日、Sony Records）
- B'z『鞭』（2025年1月16日、VERMILLION RECORDS）

### CM

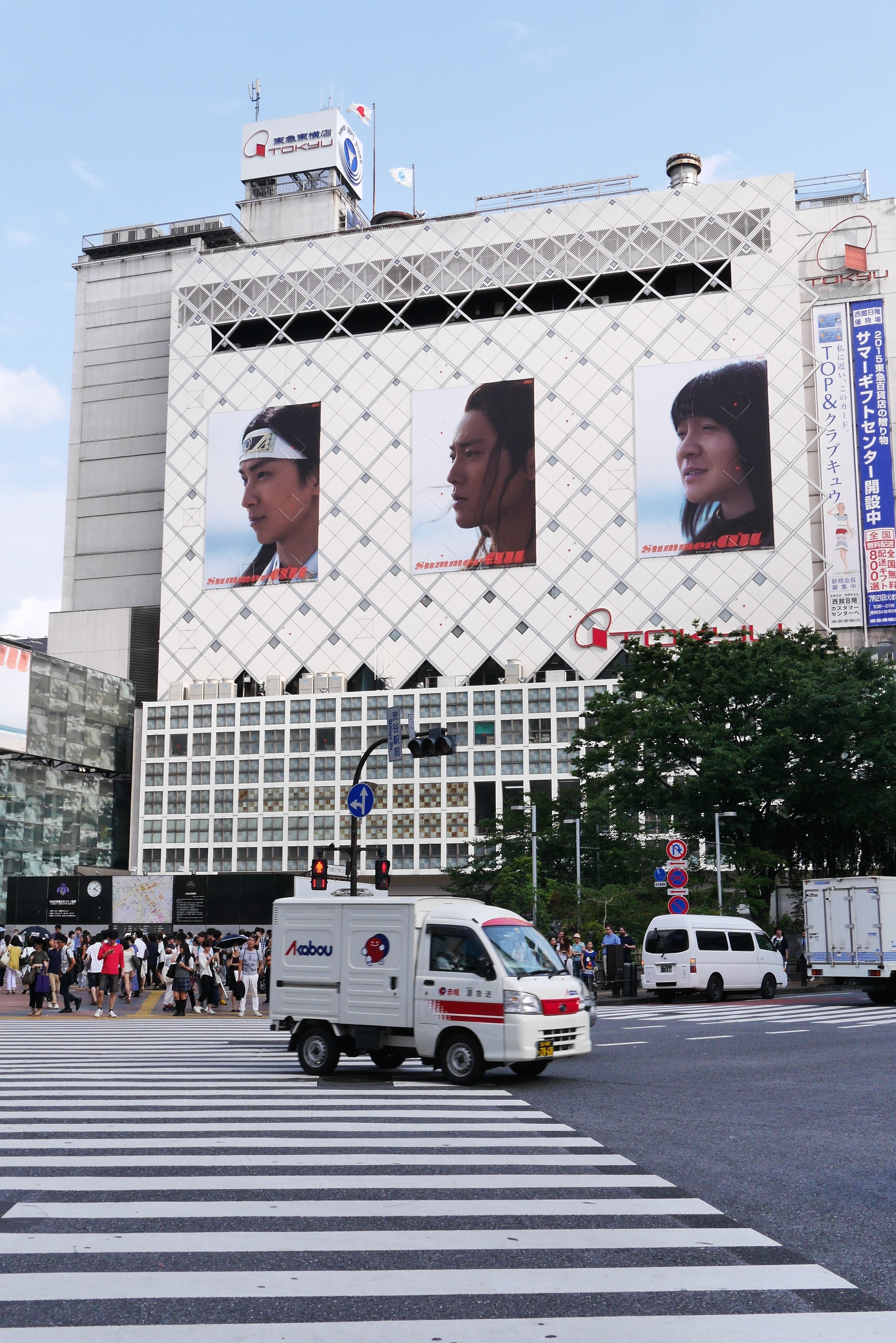
au 三太郎 （中央が桐谷健太）

- 日本マクドナルド『100円マック』（2006年）
- プロミス『大人のマナーシリーズ』（2006年 - 2008年） - 真名尾守 役
- NHN Japan『ハンゲーム』ハンゲー部（2006年） - サル吉 役
- Right-on（2008年 / 2009年） - 平塚平 役[注 8]
- ロッテ『ガーナチョコレート』母の日ガーナ篇（2009年5月3日 - 10日） - 平塚平 役[注 9]
- ロッテアイス『Coolish』（2009年） - 平塚平 役[注 9]
- 伊藤園
  - 『W BLACK』（2009年） - 平塚平 役[注 9]
  - 『MINERAL SPARKIES』（2009年） - 平塚平 役[注 9]
- 日本中央競馬会『CLUB KEIBA』年間ナビゲーター（2011年）
- サントリー
  - 『ほろよい』（2011年）
  - 企業CM『上を向いて歩こう』篇 / 『見上げてごらん夜の星を』篇（2011年4月12日 - 30日）
- ハウス食品『ウコンの力』（2012年）
- 日清食品『日清焼そばU.F.O.』（2013年）
- カルピス『カルピスオアシス』（2014年）
- KDDI『au三太郎シリーズ』（2015年1月 - ） - 浦島太郎（浦ちゃん）役
- サッポロビール『サッポロ -0℃』（2015年7月 - ）[72]
- 日本ケンタッキー・フライド・チキン（2016年6月1日 - 2018年3月）[73]
- 豊田自動織機 企業CM『創ろうの歌』篇（2016年10月1日 - ）[74]
- アリナミン製薬『アリナミンV』（2017年5月22日 - 2019年9月）
- KIRIN キリンビール 『のどごし生』 (2018年6月19日 - )
- KIRIN キリンビバレッジ『FIRE』 (2019年10月8日 - )
- 小学館『小学一年生』　(2020年12月 -  2021年11月 ) 「ピッカピカの一年生」歌唱
- ユーキャン  (2021年1月 - ) 尾崎豊「僕が僕であるために」 杏とそれぞれアカペラ歌唱

## ディスコグラフィ

### シングル
| 枚  | 発売日         | タイトル | 規格品番   | 規格品番   |
| 枚  | 発売日         | タイトル | 初回限定盤 | 通常盤     |
| --- | -------------- | -------- | ---------- | ---------- |
| 1st | 2013年10月23日 | 喜びの歌 | SLRL-90012 | SLRL-10012 |

### 配信シングル
|     | 発売日         | タイトル         |
| --- | -------------- | ---------------- |
| 1st | 2015年7月31日  | 海の声           |
| 1st | 2015年12月2日  | 海の声           |
| 2nd | 2017年8月4日   | 三太郎音頭       |
| 3rd | 2018年10月30日 | お家をつくろう   |
| 4th | 2022年2月16日  | 遣らずの雨と、光 |
| 5th | 2022年12月20日 | 夢のまた夢       |

### アルバム
| 枚  | 発売日        | タイトル    | 規格品番                                    |
| --- | ------------- | ----------- | ------------------------------------------- |
| 1st | 2016年9月28日 | 香音-KANON- | UPCH-7179（初回限定盤） UPCH-2093（通常盤） |
| 1st | 2017年1月25日 | 香音-KANON- | UPCH-7237（Special Edition）                |

### 参加作品
| 発売日        | タイトル          | 収録作品                                 | 規格品番  | 備考 |
| ------------- | ----------------- | ---------------------------------------- | --------- | --- |
| -             | solanin           | ROTTI『solanin』（種田ver.）             | -         | ドラムで参加。 映画『ソラニン』劇中歌。                                                                   |
| -             | EVOLUTION         | -                                        | -         | ボーカルで参加。 映画『BECK』劇中歌。                                                                     |
| -             | あなたに          | -                                        | -         | ボーカルで参加。 フジテレビ系テレビドラマ『遅咲きのヒマワリ〜ボクの人生、リニューアル〜』オープニング曲。 |
| 2016年6月22日 | TOO YOUNG TO DIE! | 地獄図『TOO YOUNG TO DIE! 地獄の歌地獄』 | JACA-5494 | ドラム、ボーカルで参加。 映画『TOO YOUNG TO DIE! 若くして死ぬ』劇中歌。                                   |
| 2016年6月22日 | 天誅              | 地獄図『TOO YOUNG TO DIE! 地獄の歌地獄』 | JACA-5494 | ドラム、ボーカルで参加。 映画『TOO YOUNG TO DIE! 若くして死ぬ』劇中歌。                                   |

### タイアップ
| 曲名               | タイアップ                                                             |
| ------------------ | ---------------------------------------------------------------------- |
| 喜びの歌           | 関西テレビ放送開局55周年記念ドラマ『Y・O・U やまびこ音楽同好会』主題歌 |
| 君の旅路に桜が笑う | 関西テレビ放送開局55周年記念ドラマ『Y・O・U やまびこ音楽同好会』挿入歌 |
| 海の声             | KDDI au三太郎シリーズ『auガラホ「海の声」篇』CMソング                  |
| 三太郎音頭         | KDDI au三太郎シリーズ『「三太郎デビュー」篇』CMソング                  |
| お家をつくろう     | KDDI au三太郎シリーズ『au家族ナツ得「おうちの歌」篇』CMソング          |
| 浅草キッド(カバー) | 映画『火花』主題歌 菅田将暉×桐谷健太菅田将暉アルバム『PLAY』収録       |
| 遣らずの雨と、光   | 映画『ミラクルシティコザ』インスパイアソング                           |
| 夢のまた夢         | 映画『嘘八百 なにわ夢の陣』主題歌                                      |

## 書籍

### 写真集
- ファーストPHOTO BOOK『野良人』（2010年8月7日、ワニブックス）ISBN 978-4-84-704290-4
- 2nd PHOTO BOOK『CHELSEA』（2012年7月5日、ワニブックス）ISBN 978-4-8470-4457-1